# Ross Graham
Ross Graham (Blairgowrie and Rattray, 23 febbraio 2001) è un calciatore scozzese, difensore del Dundee Utd.

## Biografia
Ross è figlio di James Ross Graham, ex calciatore scozzese che ha giocato per East Fife, Arbroath e Montrose.

## Caratteristiche tecniche
È un difensore centrale.

## Carriera
Cresciuto nelle giovanili del Dundee Utd, dopo alcuni prestiti nelle serie inferiori, nel 2021 ritorna nel club d'origine disuputando la Scottish Premiership.

## Statistiche

### Presenze e reti nei club
Statistiche aggiornate al 17 maggio 2025.
| Stagione          | Squadra           | Campionato        | Campionato | Campionato | Coppe nazionali | Coppe nazionali | Coppe nazionali | Coppe continentali | Coppe continentali | Coppe continentali | Altre coppe | Altre coppe | Altre coppe | Totale | Totale |
| Stagione          | Squadra           | Comp              | Pres       | Reti       | Comp            | Pres            | Reti            | Comp               | Pres               | Reti               | Comp        | Pres        | Reti        | Pres   | Reti   |
| ----------------- | ----------------- | ----------------- | ---------- | ---------- | --------------- | --------------- | --------------- | ------------------ | ------------------ | ------------------ | ----------- | ----------- | ----------- | ------ | ------ |
| 2018-2019         | Dundee Utd        | SC                | 0          | 0          | CS+CdL          | 0               | 0               |                    | -                  | -                  | SCC         | 2           | 0           | 2      | 0      |
| 2019-gen. 2020    | Dundee Utd        | SC                | 0          | 0          | CS+CdL          | 0               | 0               |                    | -                  | -                  | SCC         | 0           | 0           | 0      | 0      |
| gen.-giu. 2020    | Elgin City        | SL2               | 8          | 0          |                 | -               | -               |                    | -                  | -                  |             | -           | -           | 8      | 0      |
| 2020-2021         | Cove Rangers      | SL1               | 16+2       | 0          | CS+CdL          | 2+4             | 0               |                    | -                  | -                  |             | -           | -           | 24     | 0      |
| 2021-gen. 2022    | Dunfermline       | SC                | 4          | 0          | CS+CdL          | 0+5             | 0               |                    | -                  | -                  | SCC         | 0           | 0           | 9      | 0      |
| gen.-giu. 2022    | Dundee Utd        | SP                | 15         | 2          | CS              | 2               | 0               |                    | -                  | -                  |             | -           | -           | 17     | 2      |
| 2022-2023         | Dundee Utd        | SP                | 15         | 0          | CS+CdL          | 1+1             | 0               | UECL               | 0                  | 0                  |             | -           | -           | 17     | 0      |
| 2023-2024         | Dundee Utd        | SC                | 18         | 1          | CS+CdL          | 0+3             | 0               |                    | -                  | -                  | SCC         | 3           | 0           | 24     | 1      |
| 2024-2025         | Dundee Utd        | SP                | 15         | 4          | CS+CdL          | 1+6             | 0+1             |                    | -                  | -                  |             | -           | -           | 22     | 5      |
| Totale Dundee Utd | Totale Dundee Utd | Totale Dundee Utd | 63         | 7          |                 | 14              | 1               |                    | 0                  | 0                  |             | 5           | 0           | 82     | 8      |
| Totale carriera   | Totale carriera   | Totale carriera   | 93         | 7          |                 | 25              | 1               |                    | 0                  | 0                  |             | 5           | 0           | 123    | 8      |

## Palmarès

### Club

#### Competizioni nazionali
- Scottish Championship: 1

Dundee United: 2023-2024